# Tilinkó
A tilinkó mint hangszernév sokféle népi fúvós hangszert, furulyát, fűzfasípot jelölhet, de szűkebb értelemben a hangképző nyílás nélküli perem-, vagy néha dugós furulya elnevezése. A tilinkó hangkészlete a természetes felhangsor hangjaiból áll, ezeket a fúvás erősségének változtatásával, valamint a cső végének zárásával-nyitásával lehet előállítani. Míg a hangszert hagyományosan a magyar zenében használták, addig ma már ritkábban. Gyakrabban a csángók és a máramarosi, moldvai (bukovinai) románok körében használatos. A moldvai csángók tilink, tilinka, csilinka, pilinka, pipilinka néven ismerik, a gyimesi csángók közt szélenfúvó furulya a neve. Jellemző építési anyaga a fűzfaágról lehúzott héj, hossza 60–80 cm közötti. Elsősorban pásztorok hangszere.

## Felépítése
A tilinkó vagy tilinka 60–80 cm hosszú, kb. 16 mm átmérőjű mindkét végén nyitott, hangképző nyílás nélküli cső. Készülhet a fűzfasíphoz hasonlóan úgy, hogy az egyenes, csomómentes tavaszi fűzfaágról lehúzzák, „leduvasztják” a héját, de a furulyához hasonlóan lehet fából kifúrt cső is. Nem csak egyenes, görbített formája is ismert. Ha fából készül, a 2–3 mm falvastagságú cső peremét a megfújás felőli végén kívülről befelé körbefaragják, kúpszerűen mintegy kiélesítik, hogy szélhasító ékként szolgáljon. Ha a hangszer vékony fűzfahéjból készül, ez fölösleges.
A tilinkónak létezik szélhasítóval ellátott, de dugó nélküli, valamint dugós változata is.

## Megszólaltatása
A tilinkó az ajaksípos hangszerek, ezen belül a peremfurulyák családjába tartozik. Ennek megfelelően a megszólaltatásakor a játékos a hangszer csövének végét kissé ferdén ajkaihoz támasztja, úgy fújja rá a levegőt. A levegősugár a szemközti peremnek ütközve légörvényeket, peremhangot kelt, amely – a megfúvás erősségétől függően – a cső levegőoszlopának különböző rezgéseit gerjeszti. Mivel a tilinkón hangképző nyílások nincsenek, a hangsor kizárólag ezekből a különböző csőrezonanciákból áll össze. Az ilyen elven működő hangszereket felhangfurulyának nevezzük.

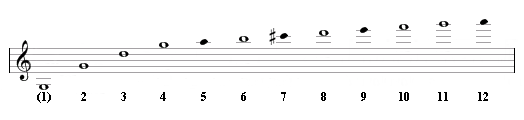
Egy tilinkó hangkészlete. A fekete kottafejek a cső végének zárásával képzett hangokat jelölik.

Miközben a zenész egyik kezével marokra fogva az ajkaihoz illeszti a hangszer felső végét, a másik kezével az alsó végét úgy tartja, hogy mutatóujjával a nyílást nyithassa-zárhassa. A cső nyitott állapotában a teljes természetes felhangsor, zárva az ennek megfelelően egy oktávval mélyebb alaphang páratlan számú részhangjai szólalnak meg. A kettő kombinálásával ennek a mélyebb alaphangnak a teljes felhangsora szólaltatható meg, nagyjából úgy, hogy a nyitott csövön a páros, a zárt csövön pedig a páratlan számú részhangok képezhetők.
Egy 440 Hz (A) alaphangú tilinkó hangsora nyitott csővel: 440 Hz, 880 Hz, 1320 Hz, 1760 Hz, 2200 Hz, 2640 Hz, 3080 Hz, 3520 Hz, 3960 Hz, 4400 Hz, 4840 Hz, 5280 Hz, 5720 Hz. Befogott csővéggel az egy oktávval mélyebb azaz 220 Hz alaphang páratlan hangsora szól: 220 Hz, 660 Hz, 1100 Hz, 1540 Hz, 1980 Hz, 2420 Hz, 2860 Hz, 3300 Hz, 3740 Hz, 4180 Hz, 4620 Hz, 5060 Hz, 5500 Hz, 5940 Hz.
Némely hang egyezik a kiegyenlített hangolású skálával, ám némely hang eltér azoktól, az eltérések az alábbi táblázatból kiolvashatóak.
| Frekvencia | Zenei hang | Eltérés tilinkónál |
| ---------- | ---------- | ------------------ |
| 440 Hz     | A4         |                    |
| 660 Hz     | E5         | +2 cent            |
| 880 Hz     | A5         |                    |
| 1100 Hz    | C#6        | -14 cent           |
| 1320 Hz    | E6         | +2 cent            |
| 1540 Hz    | G6         | -31 cent           |
| 1760 Hz    | A6         |                    |
| 1980 Hz    | B6         | +4 cent            |
| 2200 Hz    | C#7        | -14 cent           |
| 2420 Hz    | D#7        | -49 cent           |
| 2640 Hz    | E7         | +2 cent            |
| 2860 Hz    | F7         | +40 cent           |
| 3080 Hz    | F#7        | +45 cent           |
| 3300 Hz    | G#7        | -12 cent           |
| 3520 Hz    | A7         |                    |
| 3740 Hz    | A#7        | +5 cent            |
| 3960 Hz    | B7         | +4 cent            |
| 4180 Hz    | C8         | -2 cent            |

A tilinkó sajátos akusztikus hangsorára épülő, kimondottan erre a hangszerre való lírai, kötetlen ritmusú dallam a tavaszi havajgatás, mellyel nagyböjt végén a legények a lányos családokat köszöntik. Tilinkón szapora ritmusú táncdallamokat is jól elő lehet adni.

## A hangszernév
A tilinkó hangszernév Bartók Béla marostordai székely adatközlői szerint egy hangképző nyílás nélküli, dugós fűzfasípot jelölt, amiről Bartók úgy vélte, hogy a csángó, illetve román tilinka, tilincă csökevényes változata. Ebből a feltevésből adódott, hogy a hanglyuk nélküli felhangfurulyákat Bartók nyomán ma is általában tilinkónak (ó-val) nevezzük.
A tilinka, tilincă szóról a nyelvtudomány eddig nem tudta eldönteni, hogy magyar vagy román eredetű-e. A perzsa tiling szó formájában és jelentésében egyaránt hasonlít hozzá. A Tilinkó, Kilinkó, Pilinkó magyar népmesehős neveként is előfordul.
Hajdú-Biharban a fűzfasípot, Somogyban és nem ritkán másutt is a kis hatlyukú furulyát nevezik tilinkónak.
Erkel Ferenc Bánk bán című operájának tiszaparti jelenetében tilinkónak nevezett hangszer szólal meg, ami valójában pásztorfurulya.

## Hangzó anyag
- Havajgatás tilinkón
- Ostropat tilincă – román tilinkójáték